# Rubus mesogaeus
Rubus mesogaeus är en rosväxtart som beskrevs av Wilhelm Olbers Focke. Rubus mesogaeus ingår i släktet rubusar, och familjen rosväxter.

## Underarter
Arten delas in i följande underarter:
- R. m. glabrescens
- R. m. oxycomus